# Microphorella merzi
Microphorella merzi är en tvåvingeart som beskrevs av Gatt 2003. Microphorella merzi ingår i släktet Microphorella och familjen styltflugor.
Artens utbredningsområde är Cypern. Inga underarter finns listade i Catalogue of Life.